# Guanting (sockenhuvudort i Kina, Ningxia Huizu Zizhiqu, lat 36,16, long 106,41)
Guanting är en sockenhuvudort i Kina. Den ligger i den autonoma regionen Ningxia, i den nordvästra delen av landet, omkring 260 kilometer söder om regionhuvudstaden Yinchuan. Antalet invånare är 4 002. Befolkningen består av 1 979 kvinnor och 2 023 män. Barn under 15 år utgör 27,0 %, vuxna 15-64 år 65 %, och äldre över 65 år 7,0 %.
Runt Guanting är det ganska tätbefolkat, med 129 invånare per kvadratkilometer. Närmaste större samhälle är Beiwa, 17,6 km öster om Guanting. Trakten runt Guanting består i huvudsak av gräsmarker.
Genomsnittlig årsnederbörd är 614 millimeter. Den regnigaste månaden är september, med i genomsnitt 140 mm nederbörd, och den torraste är december, med 1 mm nederbörd.